# Hololepta patula
Hololepta patula är en skalbaggsart som först beskrevs av Lewis 1906.  Hololepta patula ingår i släktet Hololepta och familjen stumpbaggar. Inga underarter finns listade i Catalogue of Life.